# Poluketal
Poluaketali (hemiketali) su vrsta ketala. Opće su formule R2C(OH)OR’ (R’ ≠ H).
Dobijamo ih kad na karbonilnu skupinu ketona dodamo molekulu alkohola. Ako se u istom spoju nalaze keto i hidroksilna skupina, intramolekulskom ciklizacijom nastaje ciklički poluketal.
Pojam poluacetala danas se proširio i na poluketale.
Poluketali su prsteni šećera ketoza.